# Línguas judaico-românicas
As línguas judaico-românicas são linguagens derivadas das línguas românicas, faladas por comunidades judaicas e diferentes a ponto de serem reconhecidas como línguas autônomas, formando um subgrupo das línguas judaicas.

## Línguas

### Catalânico
O catalânico, ou judeu-catalão, era um dialeto da língua catalã falado na Catalunha e nas Ilhas Baleares antes da expulsão dos judeus em 1492. Não se sabe quando o uso dessa língua foi abandonado.

### Judeu-italiano
As variedades de judeu-italiano são faladas fluentemente por menos de 200 pessoas (a maioria idosos) nos dias de hoje. Essa língua já foi largamente usada por toda a Itália, na ilha de Corfu e nas margens dos mares Adriático e Jônico, e há apenas algumas décadas tinha mais de 5000 falantes.

### Judeu-aragonês
O judeu-aragonês era falado no norte da Espanha do século XIII até a expulsão dos judeus da Espanha, quando foi substituído pelos dialetos de judeu-espanhol falados ao sul da Espanha, principalmente na atual Comunidade Valenciana, Murcia e Andaluzia.

### Judeu-latim
O judeu-latim, ou La'az, é um nome geral para as variações do Latim vulgar faladas por comunidades judaicas que faziam parte do Império Romano. É uma língua morta desde a Antiguidade.

### Judeu-português
O judeu-português, ou lusitânico, foi a língua das pequenas comunidades judaicas espalhadas por Portugal. Essa língua mantêm muitos arcaísmos que não são encontrados na atual língua portuguesa. Atualmente, o lusitânico está extinto, mas algumas de suas características continuam presentes no falar dos judeus em partes de Portugal, especialmente nas redondezas de Belmonte e no Algarve.

### Ladino
O ladino, ou judeu-espanhol, é a língua judaico-românica mais falada atualmente, com 150.000 falantes espalhados pelo deserto do Magrebe e pelo Oriente Médio (em especial na Turquia). Ela é a descendente moderna de formas antigas da língua espanhola faladas pelos judeus sefarditas, que compunham um grupo influente antes de sua expulsão da Espanha. A maioria das pessoas que empregam o ladino são bilíngues.

### Shuadit
O shuadit, ou judeu-provençal, é uma variação da língua occitana com forte influência do hebraico, e que se espalhou por todo o sul da França na Idade Média. Se caracteriza por várias mudanças de fonemas em palavras emprestadas do hebraico. O shuadit se tornou uma língua morta em 1977, com a morte de seu último falante.

### Zarfático
O zarfático, ou judeu-francês, é uma língua morta que foi falada no norte da França, Holanda e oeste da Alemanha.

## História
Há duas teorias conflitantes quanto ao surgimento das línguas judaico-românicas: Alguns dizem que elas teriam sido resultado de uma evolução direta do judeu-latim, tendo evoluído lado a lado com as línguas românicas. Outros dizem que as línguas judaico-românicas teriam evoluído de suas correspondentes românicas, e indiretamente do latim. É possível que haja uma explicação diferente para cada uma das línguas.